# Robert II de Borgonya

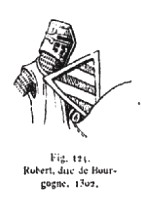
Robert II de Borgonya

Robert II de Borgonya (1248 - Vernon-sur-Seine 1306), duc de Borgonya (1271-1306).

## Orígens familiars
Nasqué el 1248 sent el tercer fill mascle del duc Hug IV de Borgonya i la seva primera esposa Violant de Dreux. Era net per línia paterna d'Eudes III de Borgonya i Alícia de Lorena.

## Núpcies i descendents
Es casà el 1279 amb la princesa Agnès de França, filla de Lluís IX de França i Margarida de Provença. D'aquesta unió nasqueren:
- l'infant Joan de Borgonya (1279-1283)
- la infanta Margarida de Borgonya (1285- morta jove)
- la infanta Blanca de Borgonya (1288-1348), casada el 1307 amb el comte Eduard I de Savoia
- la infanta Margarida de Borgonya (1290-1315), casada el 1305 amb el futur rei de França i Navarra Lluís X
- la infanta Joana de Borgonya (1293-1348), casada el 1313 amb el futur rei de França i Navarra Felip VI
- l'infant Hug V de Borgonya (1294-1315), duc de Borgonya
- l'infant Eudes IV de Borgonya (1295-1349), duc de Borgonya
- l'infant Lluís de Borgonya (1297-1316), rei titular de Tessalònica
- la infanta Maria de Borgonya (1298-?), casada el 1310 amb Eduard I de Bar
- l'infant Robert de Borgonya (1302-1334), comte de Tonnerre

Robert II morí el 21 de març de 1306 a Vernon-sur-Seine, i fou enterrat a Citeaux.